# Jerzy Grzegorzewski
Jerzy Grzegorzewski (ur. 29 czerwca 1939 w Łodzi, zm. 9 kwietnia 2005 w Warszawie) – polski reżyser i scenograf teatralny.

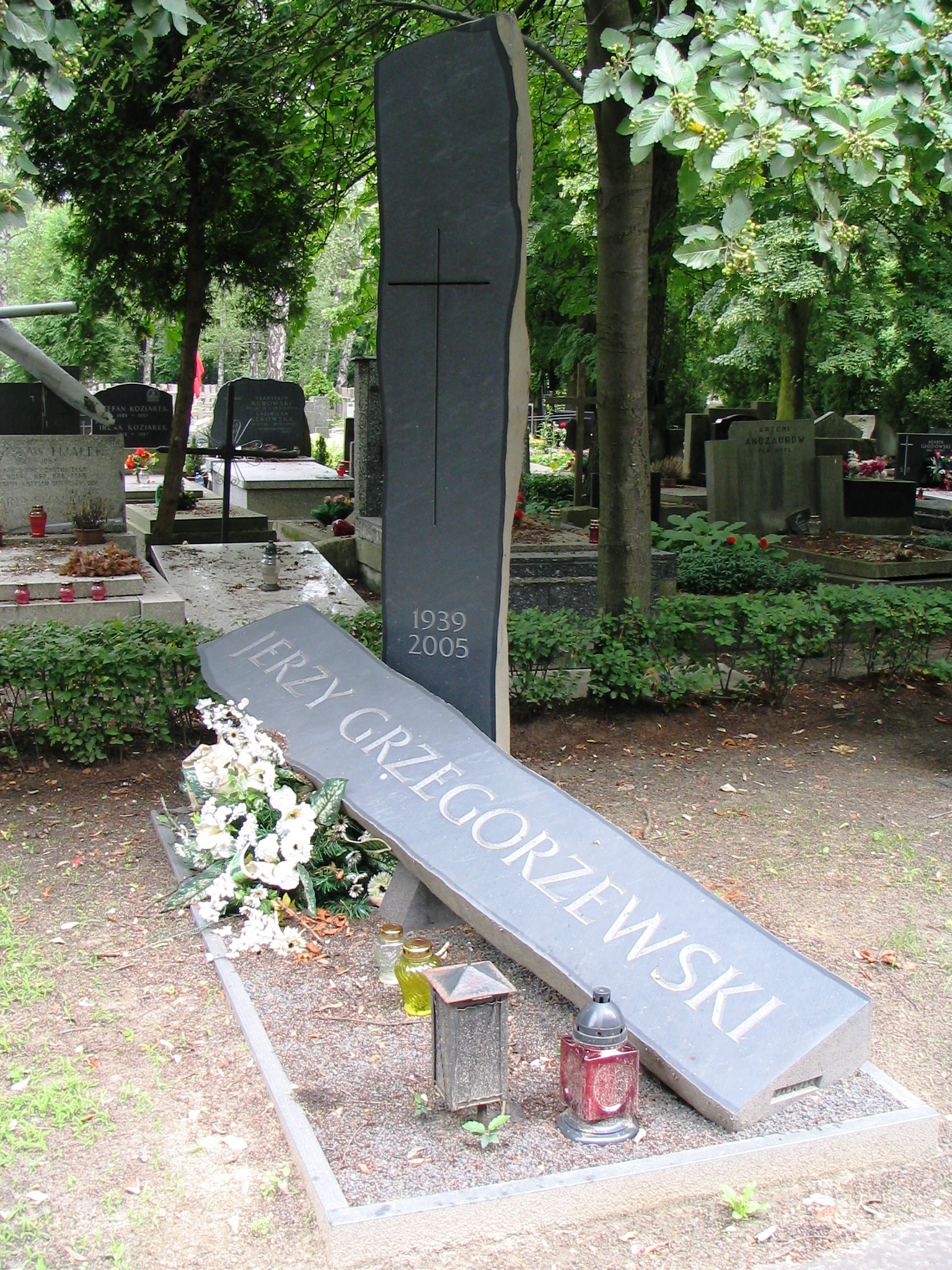
Grób Jerzego Grzegorzewskiego na Cmentarzu Wojskowym na Powązkach w Warszawie, autorstwa rzeźbiarki Barbary Falender; 23 lipca 2008

## Życiorys
Studiował w PWSSP w Łodzi (bez dyplomu). W roku 1966 ukończył studia na Wydziale Reżyserskim Państwowej Wyższej Szkoły Teatralnej w Warszawie (dyplom w roku 1968). Jako reżyser zadebiutował w roku 1966.
Po studiach współpracował z Teatrem im. Stefana Jaracza Olsztyn-Elbląg. W latach 1970–1976 był etatowym reżyserem Teatru im. Stefana Jaracza Łodzi, a w latach 1976–1982 był reżyserem Starego Teatru w Krakowie.
W latach 1978–1981 był dyrektorem artystycznym Teatru Polskiego we Wrocławiu. W latach 1982–1997 był dyrektorem Centrum Sztuki Studio im. S.I. Witkiewicza w Warszawie. W latach 1990–1997 był także dyrektorem naczelnym tego teatru (wcześniej tę funkcję pełnił Waldemar Dąbrowski). W latach 1997–2003 był dyrektorem artystycznym Teatru Narodowego. Był pierwszym dyrektorem Narodowego po trwającej 12 lat odbudowie (teatr spłonął w 1985 roku).
W swoich inscenizacjach Grzegorzewski nie korzystał z tradycyjnych elementów scenografii teatralnej. Scenografię tworzył sam, wykorzystując gotowe przedmioty z życia codziennego, jak skrzydła samolotów, części instrumentów muzycznych. Przenosił akcję sztuki np. do szatni czy foyer, zamieniał scenę z widownią. Tradycję łączył z awangardą.
Laureat wielu nagród, m.in. dwukrotnie nagrody im. Konrada Swinarskiego – przyznawanej przez redakcję miesięcznika „Teatr” (za sezon 1990/1991 za inscenizację „Śmierci Iwana Iljicza” według Lwa Tołstoja w Centrum Sztuki Studio im. Witkiewicza w Warszawie i Starym Teatrze im. Heleny Modrzejewskiej w Krakowie; za sezon 2002/2003 za reżyserię spektaklu „Morze i zwierciadło” W.H. Audena w Teatrze Narodowym w Warszawie).
Wystąpił w roli Jana Matejki w pierwszym odcinku serialu Z biegiem lat, z biegiem dni....
Kawaler Krzyża Oficerskiego Orderu Odrodzenia Polski. Doktor honoris causa Akademii Sztuk Pięknych w Łodzi.
Pochowany na Cmentarzu Wojskowym na Powązkach (kwatera A30-tuje-17).
Po śmierci Grzegorzewskiego, Piotr Gruszczyński napisał w „Tygodniku Powszechnym”: „To była wyspa w archipelagu polskiego teatru zupełnie odrębna, oblana wielkim morzem, które dzieliło ją od innych lądów. Panował na niej Król-Duch, poeta, niebywale arystokratyczny, oderwany od szybkiego rytmu zdarzeń, wsłuchany w tym rzeczy istotnych i własne wizje, tworzący stale nowy świat z przedmiotów przeniesionych, wyjętych z ich codziennego kontekstu, czasem bardzo wzniosłego, które w teatrze jego wyobraźni nabierały nowej mocy, zaskakiwały siłą rażenia. Wyspy już nie ma. Odys powrócił do Itaki jedyną możliwą drogą, przez śmierć. Bardzo ubyło teatru w Polsce.”

## Ważniejsze realizacje
- Tak zwana ludzkość w obłędzie na podstawie Witkacego
- Król umiera Eugène Ionesco
- Sen nocy letniej Szekspira
- Śmierć w starych dekoracjach Różewicza
- Ameryka według Kafki
- Szewcy Witkacego
- Powolne ciemnienie malowideł według Lowry’ego
- La Bohème według Wesela i Wyzwolenia Wyspiańskiego
- Wesele i Noc listopadowa Wyspiańskiego
- Nie-Boska komedia Krasińskiego
- Operetka i Ślub Gombrowicza
- Nowe Bloomusalem według Joyce’a
- Morze i zwierciadło według W.H. Audena
- Hamlet Stanisława Wyspiańskiego
- Duszyczka według Tadeusza Różewicza
- On. Drugi powrót Odysa według Wyspiańskiego i Antoniny Grzegorzewskiej (ostatni spektakl Grzegorzewskiego)

## Nagrody
- 2002: Nagroda im. Konrada Swinarskiego – za reżyserię spektaklu „Morze i zwierciadło” Wystana H. Audena w Teatrze Narodowym w Warszawie[4]